# Climacoceras
Climacoceras (do grego, dos chifres escada) é um gênero extinto de artiodáctilos do Mioceno superior, que habitaram a África e a Europa. As espécies de Climacoceras são muito próximas da família Giraffidae, onde já foram classificadas. Hoje o grupo é classificado na família Climacoceratidae.
Os fósseis das duas espécies Climacoceras (C. gentryi e C. africanus) foram ambos encontrados no Quênia. Os animais mediram aproximadamente 1.5 m na altura e tiveram galhadas grandes, semelhantes aos dos cervos.